# Withius pekinensis
Withius pekinensis är en spindeldjursart som först beskrevs av Luigi Balzan 1892.  Withius pekinensis ingår i släktet Withius och familjen Withiidae. Inga underarter finns listade i Catalogue of Life.